# Beach House (album)
Beach House è il primo album discografico del gruppo musicale statunitense Beach House, pubblicato nel 2006.

## Tracce
1. Saltwater - 2:55
2. Tokyo Witch - 3:42
3. Apple Orchard - 4:31
4. Master of None - 3:19
5. Auburn and Ivory - 4:30
6. Childhood - 3:35
7. Lovelier Girl (cover del brano di Tony, Caro and John The Snowdon Song) - 3:02
8. House on the Hill - 3:14
9. Heart and Lungs + traccia nascosta Rain in Numbers - 7:50

## Formazione
- Alex Scally - chitarra, tastiera, drum machine
- Victoria Legrand - voce, organo